# Cytherois gracilis
Cytherois gracilis is een mosselkreeftjessoort uit de familie van de Paradoxostomatidae. De wetenschappelijke naam van de soort is voor het eerst geldig gepubliceerd in 1949 door Shneider.